# Демансии
Демансиите (Demansia) са род аспидови змии. Наричат се още Камшичести змии. Доста често, погрешно се бъркат със змиите от родовете Pseudechis и Pseudonaja.

## Разпространение и местообитание
Южната част на Нова Гвинея и цяла Австралия без пустините и о. Тасмания. В Западна Австралия не се срещат често. Най-гъсти са популациите по северното крайбрежие, п-ов Арнемланд, Нов Южен Уелс и южна Австралия. Обитават всякакви хабитати: джунгли (Арнемланд, Нова Гвинея), евкалиптови гори, савани, полупустини, даже някои градове и техните предградия (Сидни, Аделаида, Дарвин).

## Физически характеристики
Тънки и елегантни змии. На външен вид много приличат на смокове и бойги. Различните видове са с най-разнообразна окраска: сиви, различни нюанси на кафявото, шоколадови, червеникави, черни. Почти при всички Демансии общото е, че главата и долната част на опашката са по-светли от останалата част. При един подвид на (D.Psammophis) са ярко жълто-оранжеви при кафеникаво тяло. Корема е по-светъл. Главата е малка, леко изпъква от тялото. Очите са големи с големи зеници. Често имат светли петна под и над очите. На дължина достигат до 0,7 m (D.Olivasea), 1,5—2 m (D.Papuensis). Женските са по-дълги. Всички видове са много силно отровни, особено Маслинената демансия. Отровните зъби са предни, малки. Отровата е невротоксична.

## Начин на живот
По-малко агресивни от повечето Австралийски аспидови. Повечето видове водят полудървесен начин на живот. Плуват добре. Хранят се с гущери, жаби, малки змийчета, птици, яйца. Те самите са честа плячка за други видове змии и Варани.

## Видове
- Demansia atra
- Demansia calodera
- Маслинена демансия (Demansia olivasea)
- Папуаска демансия (Demansia papuensis) – 2 подвида
- Пясъчна камшичеста змия (Demansia psammophis) – 3 подвида
- Demansia pufescens
- Demansia simplex
- Demansia torquata